# Hetairidia
Hetairidia (altgriechisch Ἑταιρίδια Hetairídia) war im antiken Griechenland ein Fest zu Ehren des Zeus Hetaireios, das in Makedonien und in der thessalischen Stadt Magnesia begangen wurde.
Das thessalische Fest wird im Mythos auf Iason zurückgeführt. Dieser stiftet es dem Zeus als Beschützer der Kameradschaft, nachdem er sich in Magnesia mit den übrigen Argonauten versammelt hat. Das Fest in Makedonien wurde von den makedonischen Königen ausgerichtet. Martin Persson Nilsson vermutete, dass das dargebrachte Opfer sich auf die Hetairoi bezog, die als Berater und Leibwache des Königs eine besondere Rolle einnahmen.